# Руйнування навісу на залізничному вокзалі у Новому Саді
Обвалення навісу залізничного вокзалу Новий Сад — нещасний випадок, що стався 1 листопада 2024 приблизно о 11:50 ранку на залізничному вокзалі Нові-Сад, коли обвалився навіс над головним входом. Загинуло 14 осіб, у тому числі троє дітей. Троє молодих людей отримали важкі поранення, їхнє життя знаходиться під загрозою. Тринадцять постраждалих — громадяни Сербії, один — Північної Македонії.

## Передумови
Міська рада Нового Сада у 1960 році оголосила публічний конкурс на проектування пасажирського залізничного та автовокзалу. Оскільки жодна з поданих пропозицій не відповідала вимогам, завдання було доручено архітектурному бюро «Arhitekta» з Нового Саду. Головним конструктором призначили Імре Фаркаша. Робота підрядника була доручена будівельній компанії «Neimar» з Нового Саду, а вокзал було введено в експлуатацію 31 травня 1964 року.
Влада Сербії у 2021 році оголосила плани щодо реновації та розширення вокзалу в рамках реновації залізниці в країні та запуску швидкісних потягів. Планом передбачено реконструкції колії 1, 2, 3, 10 та 11, побудову нових платформ і повне оновлення головної будівлі з додаванням ліфтів для осіб з інвалідністю. Реконструкцію залізничного вокзалу почато у вересні 2021 року. Передумовою реновації вокзалу був демонтаж моста Бошка Перошевича і реконструкція Жежелєвого моста, за проєктом Александра Бойовича, який збудував міжнародний консорціум у період із 2012 до 2018 року. Реконструкцію залізничного вокзалу узгодили в рамках проєкту залізниці Будапешт—Белград, першого етапу запланованої залізниці Будапешт—Белград—Скоп'є—Афіни. Реконструйовану будівлю залізничного вокзалу відчинено 19 березня 2022 разом із 75 км залізниці зі швидкістю до 200 км/год між Белградом і Новим Садом. Побудову секції довжиною 107.4 км між Новим Садом і Суботицею (до державного кордону) розпочато 7 квітня 2022 і планувалося завершити до кінця 2024 року. Другу реконструкцію будівлі залізничного вокзалу завершено 5 липня 2024. У залізничний вокзал сукупно вкладено 65 мільйонів євро, із яких 16 мільйонів євро вкладено у саму будівлю. Договір, підписаний щодо реконструкційних робіт, є таємним, оскільки Міністерство будівництва, транспорту та інфраструктури Сербії відмовилось його публікувати, посилаючись на небажання підрядника.
Після аварії в таблоїдах з'явилася інформація про те, що Інститут охорони культурних пам'яток Нового Саду не дозволив реконструкцію навісу, що спростували в установі, і що вони заявили, що «було зазначено, що навіс над головний вхід потребує ремонту».

## Нещасний випадок
1 листопада 2024 року близько 11:50 обвалився 35-метровий бетонний навіс над центральним входом на залізничному вокзалі Новий Сад. Під навісом стояли лавки, на яких перебувало кілька людей. Загинули 14 осіб, у тому числі троє дітей, 3 людини отримали важкі поранення. Троє молодих людей отримали важкі поранення, їхнє життя знаходиться під загрозою. На кінець доби встановили дев'ятьох загиблих. До наступного ранку було ідентифіковано 13 жертв, а до кінця 2 листопада їх усіх упізнали. Серед постраждалих 13 громадян Сербії та один із Північної Македонії.
Перед падінням навісу в будівлі встановлювали ґрати та, вочевидь, готували нові роботи. Очевидці розповіли, що навіс раптово впав, а звук був схожий на вибух.
Незабаром після аварії на місце прибули швидка допомога, пожежники та поліція. У рятувальній операції брали участь близько 80 пожежників-рятувальників із кількох міст, які розбирали руїни за допомогою важкої техніки. Із 12 години того дня швидка втручалася 10 разів. Першим надійшов 18-річний хлопець з травмою ампутованої ноги. Того ж дня між 16 та 17 годиною з-під руїн витягли двох жінок 23 та 21 року, які були непритомними з політравматичними ушкодженнями.

### Причина
Інженер-будівельник Даніель Дашич стверджує, що навіс обвалився через те, що під час реконструкції до нього додали масивну сталеву конструкцію з важким склом. Вебсайт у липні 2024 року, після реконструкції, опублікував текст, в якому стверджується, що після реконструкції зробили «новий сталевий навіс», а в день аварії цей текст змінили, а потім знову повернули. Представники влади стверджували, що навіс не реконструювався, а потім у соцмережах з'явилися відео, на яких робітники ремонтують кераміку на ньому. Інженер-геолог Зоран Джаїч, який входив до групи, що реконструювала вокзал, також стверджує, що під час робіт над навісом у березні 2023 року звернувся з проханням зняти мармурові плити з фасаду будівлі, щоб перевірити стан основи та штанг, і що це було передбачено проектом. Він також стверджує, що причиною падіння є або додаткова вага, яка спиралася на навіс під час реконструкції, або корозія штанг.

## Жертви
В аварії загинуло 14 людей:
- Міліца Адамович (2008—2024) з Кача
- Саня Арбутіна Чирич (1989—2024) з Кача
- Мілева Каранович (1948—2024) з Кача
- Неманья Комар (2007—2024) зі Степановичева
- Мілош Мілосавлєвич (2003—2024) з Кнічаніна
- Вукашин Раковіча (1955—2024) з Буковаца
- Горанка Раца (1966—2024) з Нового Саду
- Анжела Руман (2004—2024) зі Старої Пазови
- Васко Садзовський (1979—2024) з Північної Македонії
- Валентина Фіріч (2014—2024) з Ковиля
- Джордже Фіріч (1971—2024) з Ковиля
- Сара Фіріч (2018—2024) з Ковиля
- Стефан Хрка (1997—2024) з Белграду
- Джуро Швоня (1947—2024) зі Степановичева

## Наслідки
Президент Сербії Александар Вучич заявив, що він вимагає як політичної, так і кримінальної відповідальності, а винуватці аварії «будуть суворо покарані». Прокурор Вищої прокуратури у Новому Саді у співпраці з поліцейським управлінням у Новому Саді провели розслідування на місці та призначили необхідні експертизи.[джерело?] і розпочав розслідування.
Паралельно з експертизами, які «проводяться в найкоротші терміни», Вища прокуратура в Новому Саді повністю бере участь у зборі всіх повідомлень та інформації, і було наказано, щоб із цією метою протягом дня заслухали принаймні двадцять осіб, зокрема відповідальних з Міністерства будівництва, транспорту та інфраструктури, а також компетентного міністра, відповідальних осіб із компанії Сербської залізниці, відповідальних осіб Інституту охорони пам'яток культури міста Новий Сад, а також інших осіб, із метою визначення всіх істотних ознак злочинних дій та кримінальної відповідальності осіб.

## Реакції

### В країні
З нагоди цієї аварії уряд Сербії оголосив 2 листопада 2024 року днем жалоби, а в Новому Саді та на території АР Воєводини оголошено триденну жалобу. Свої співчуття сім'ям загиблих висловили прем'єр-міністр Мілош Вучевич, прем'єр-міністр Воєводини Майя Гойкович, а також інші державні чиновники. Свої співчуття надіслав і Патріарх Порфирій. Мер міста Новий Сад Милан Джурич заявив, що місто Новий Сад оплатить поховання жертв. У сербських районах Косово і Метохії через День жалоби приспустили прапори. Голова Скупщини АР Воєводина Балінт Юхас від імені Скупщини АР Воєводина висловив глибокі співчуття родинам та друзям загиблих.

### Міжнародна
- Європейський Союз – Європейський комісар з питань розширення Олівер Варгеї і шеф делегації ЄС у Сербії Емануель Жофре висловили співчуття.[36]
- Австрія – Австрійський канцлер Карл Нехамер висловив співчуття.[36]
- Боснія і Герцеговина – у Республіці Сербській 2 листопада проголошено днем жалоби. Міністр комунікації, дорожнього руху і транспорту Боснії і Герцеговини Єдин Форто, а також голови Президії Боснії і Герцеговини Денис Бечирович и членкиня президії Желька Цвиянович висловили співчуття.[36][37] Міністр транспорту і комунікації Республіки Сербської Неделько Чубрилович спрямував співчуття.[37]
- Угорщина – голова угорського уряду Віктор Орбан висловив співчуття щодо трагедії.[38]
- Греція – Міністр транспорту й інфраструктури Греції Христос Стайкурас висловив співчуття.[37]
- Японія – Посол Японії у Сербії Акіра Імамура висловив співчуття.[36]
- Казахстан – Президент Казахстану Касим-Жомарт Токаєв спрямував співчуття.[39]
- Норвегія – посол Норвегії у Сербії Кристин Мелсом висловила співчуття.[36]
- Румунія – міністерство зовнішніх справ Румунії повідомило, що виражає співчуття.[40]
- Росія – президент Росії Володимир Путін зазначив, що громадяни Росії «поділяють тугу братського сербського народу».[41] Голова Державної думи Росії В'ячеслав Володин висловив співчуття.[42]
- Франція – президент Франції Емманюель Макрон висловив співчуття.[36]
- Хорватія – Прем'єр-міністр Хорватії Андрей Пленкович зазначив, що «зі щирим жалем спостерігає за страшними звістками з Нового Саду» і спрямував співчуття.[43]
- Чорногорія – Президент Чорногорії Яков Мілатович і міністерка транспорту Чорногорії Мая Вукічевич висловили співчуття.[37] Уряд Чорногорії проголосив 3 листопададнем жалоби. Рішення ухвалено на телефонному засіданні, на основі рішення більшості членів. «День жалоби означає обов'язкове приспущення прапорів на всіх будівлях державних органів і будівлях місцевого самоуправління і громадських установ, згідно з Законом про державні символи і День державності Чорногорії», ідеться у рішенні уряду.[44]
- Консорціум китайських компаній, які проводили роботи з реконструкції залізничного вокзалу, заявив, що висловлює співчуття сім'ям загиблих, але також те, що навіс не був частиною реконструкції, відповідно до дозволу на будівництво.[45]